# Englebert
Englebert Rubber fue una empresa belga de fabricación de neumáticos.
Fundada en 1868 en Lieja por Oscar Englebert, comenzó fabricando productos de caucho como pacificadores, impermeables y guantes. En 1895, se aventuró en la fabricación de neumáticos, primero para bicicletas y luego para automóviles. Participaron en competencias de automovilismo desde 1899.
Durante la Segunda Guerra Mundial, Englebert se vio obligada a suministrar al ejército nazi, pero tras el conflicto retomó su producción, destacándose en eventos como las 24 Horas de Le Mans, donde sus neumáticos ganaron en 1932, 1934 y 1949, esta última con Ferrari. En Fórmula 1, Juan Manuel Fangio (1956) y Mike Hawthorn (1958) ganaron sus campeonatos con neumáticos Englebert montados en sus Ferrari. También esta marca logró victorias en otras prestigiosas carreras como la Mille Miglia o las 12 Horas de Sebring.
La calidad de sus neumáticos fue cuestionada tras el accidente fatal de Alfonso de Portago en la Mille Miglia de 1957.
En su apogeo, Englebert empleaba a más de 8,000 personas y producía alrededor de 30,000 neumáticos diarios. En 1958, se fusionó con la estadounidense Uniroyal, desapareciendo el nombre Englebert en 1966. En 1979, Continental adquirió las fábricas y la operación europea de Uniroyal.